# Prise de Tolède
 (signalé en mai 2025).
Si vous disposez d'ouvrages ou d'articles de référence ou si vous connaissez des sites web de qualité traitant du thème abordé ici, merci de compléter l'article en donnant les références utiles à sa vérifiabilité et en les liant à la section « Notes et références ».
- Archive Wikiwix
- Bing
- Cairn
- DuckDuckGo
- E. Universalis
- Gallica
- Google
- G. Books
- G. News
- G. Scholar
- Persée
- Qwant
- (zh) Baidu
- (ru) Yandex
- (wd) trouver des œuvres sur Wikidata

Reconquista
Batailles
- Covadonga (722)
- Burbia (791)
- Lutos (794)
- Barcelone  (801)
- Clavijo (844)
- San Esteban de Gormaz  (917)
- Simancas (939)
- Barcelone (985)
- Torà (1006)
- Barbastro (1064)
- Sagrajas (1086)
- Alcoraz (1096)
- Bairén (1097)
- Consuegra (1097)
- Uclès (1108)
- Croisade norvégienne (1108-1109)
- Valtierra (1110)
- Congost de Martorell (1114)
- Cutanda (1120)
- Fraga (1134)
- Oreja (1139)
- Ourique (1139)
- Coria  (1142)
- Santarém  (1147)
- Lisbonne  (1147)
- Santarém  (1184)
- Alarcos (1195)
- Al-Damus  (1210)
- Las Navas de Tolosa (1212)
- Majorque  (1229)
- Jerez (1231)
- Puig de Cebolla (1237)
- Séville (1247-1248)
- Salé (1260)
- Révolte mudéjar  (1264-1266)
- Écija (1275)
- Algésiras  (1278-1279)
- Moclín  (1280)
- Gibraltar  (1309)
- Gibraltar  (1315)
- Gibraltar  (1333)
- Tarifa / Río Salado (1340)
- Algésiras  (1342-1344)
- Gibraltar  (1349-1350)
- Gibraltar  (1411)
- Ceuta (1415)
- La Higueruela (1431)
- Campagne de Grenade (1482-1492) : Lucena - Grenade

La prise de Tolède est un évènement majeur de la Reconquista, lorsque, le 6 mai 1085, la ville de Tolède, alors musulmane se rendit aux forces chrétiennes d'Alphonse VI de Léon.

## Contexte
Alors que Tolède fut arabe et qu'elle fut en conflit avec le taifa de Valence que les catholiques entrent en jeu. 

## Conséquences
La conquête de Tolède qui eut lieu sous le gouvernement d'Alphonse VI expulsa définitivement les forces musulmanes d'Al-Qádir, émir de la Taïfa de Tolède.
Après la conquête de cette Taïfa, le Royaume de León est devenu plus puissant et a donné lieu au renversement du rapport de force entre chrétiens et musulmans dans la péninsule ibérique.
Alphonse VI conquis la taïfa de Valence avec les troupes d'Álvar Fáñez (en), qui était chargé de la défense afin qu'Al-Qádir puisse gouverner la Taïfa valencienne. Al-Qádir a participé au siège de Játiva pour garantir sa reconnaissance comme roi par le vali de Játiva. Son échec a amené Játiva à passer sous le contrôle d'Al Mundir Imad-ad-Dawla, qui a attaqué Valence.
Al-Qádir obtient le soutien financier d'Abu Abd al-Rahman ibn Tahir, ancien roi de Murcie, exilé à Valence depuis sa conquête par Al-Mu'tamid. Grâce à cette alliance, il a pu résister.
Lorsque les Almoravides commencèrent la conquête de la péninsule appelée par Al-Mu'tamid, Al-Qádir crut que sa ville était en danger et a engagea Rodrigo Díaz de Vivar (dit « Le Cid ») pour la protéger.